# 天主教博伊西教区
天主教博伊西教區（拉丁語：Diocesis Xylopolitana）是美國一個羅馬天主教教區，屬波特蘭總教區。
範圍包括愛達荷州全州，教座位於該州州府博伊西。2010年有教友148,100人、51個堂區、90名司鐸。現任教區主教為彌額爾·P·德里斯科爾。
1868年3月3日設愛達荷暨蒙大拿代牧區，1883年3月5日蒙大拿代牧區分出。1893年8月25日升為教區。